# Wapen van Saint-Ghislain
Het wapen van Saint-Ghislain is het gemeentelijke wapen van de gemeente Saint-Ghislain in de Belgische provincie Henegouwen. Het wapen werd in 1997 toegekend en is sindsdien niet gewijzigd.

## Geschiedenis
Saint-Ghislain kreeg in 1818, ten tijden van de Verenigde Nederlanden, een wapen toegekend. De herkomst van dit wapen is niet bekend, de historische betekenis is daarmee ook niet duidelijk.
Op 29 augustus 1840 werd het eerdere wapen vervangen door een wapen gelijk aan dat van de abdij van Saint-Ghislain. Dit wapen werd officieel gebaseerd op een zegel uit 1579. In 1977 fuseerden de gemeenten Baudour, Hautrage, Neufmaison, Saint-Ghislain, Sirault, Tertre en Vilerot tot de nieuwe gemeente Saint-Ghislain. Deze fusiegemeente kreeg op 29 maart 1979 het wapen van de oude gemeente Saint-Ghislain bevestigd.

## Blazoeneringen
De gemeente heeft in haar geschiedenis drie wapens gekend, dat zijn:

### 1818
De beschrijving van het eerste wapen, toegekend in 1818 luidt als volgt:
Van zilver, beladen met een struik, staande op een terras alles van sabel, het schild gedekt met een gouden kroon en vastgehouden ter regter zijde door een arend en ter linker door een beer beiden van keel.
Het wapen was zilverkleurig met daarop een zwarte struik op een eveneens zwarte grond. Het wapen had een markiezenkroon (een kroon van vijf bladeren). Aan de heraldisch rechterzijde stond een adelaar en links een beer, beide roodkleurig.

### 1840
Het wapen uit 1840 heeft de volgende beschrijving:
D'or à une demi aigle de sable parties d'azur aux trois fleurs de lys d'or, 2 et l, l'écu timbré de la mitre abbatiale d'or et de la crosse de même; supports; une aigle éployée à dextre, et à senestre, un ours muselé de gueules, le tout reposant suf une terrasse de sinople.

Van goud een halve adelaar van sabel gedeeld van azuur met drie Franse lelies van goud 2 en 1, het schild gedekt met een abtsmijter van goud en een kromstaf van hetzelfde; schildhouders een adelaar aan de rechterzijde en links een beer gemuilkorfd van keel, alles staande op een terras van sinopel.
De heraldische kleuren zijn sabel voor zwart, azuur voor blauw, keel voor rood en sinopel voor groen. De twee schildhouders worden niet beschreven, maar zijn van natuurlijke kleur.

### 1979
Het wapen uit 1979 heeft de volgende beschrijving:
D'or à une demi aigle de sable parties d'azur aux trois fleurs de lys d'or, 2 et 1, l'écu timbré de la mitre abbatiale d'or et de la crosse de même; supports; une aigle éployée à dextre, et à senestre, un ours muselé de gueules, le tout reposant sur une terasse de sinople.

Van goud een halve adelaar van sabel gedeeld van azuur met drie Franse lelies van goud staande 2 en 1, het schild gedekt met een mijter van goud en een bisschopsstaf van hetzelfde; schildhouders een adelaar aan de rechterzijde en links een beer gemuilkorfd van keel, alles staande op een terras van sinopel.
Het wapen is exact gelijk aan het wapen uit 1840.